# Lilly
Lilly er et pigenavn, der er en kortform af Lillian, som fra latin, hvor det betyder 'lilje'. Navnet findes også i formerne Lilli, Lili, Lily og Lillie, og lidt flere end 7.000 danskere bærer en af varianterne (nævnt i rækkefølge efter hyppighed) i 2011 ifølge Danmarks Statistik
Navnet forekommer også undertiden som efternavn.

## Kendte personer med navnet
- Lily Allen, engelsk singer-songwriter.
- Lili Boulanger, fransk komponist.
- Lily Broberg, dansk skuespiller.
- Lilian Ellis, dansk skuespiller og balletdanser.
- Lilli Gyldenkilde, dansk folketingspolitiker.
- Lili Heglund, dansk skuespiller og balletdanser.
- Lilly Helveg Petersen, dansk politiker.
- Lilli Holmer, dansk skuespiller.
- Lilly Jacobsson, svensk skuespiller.
- Lilly Lamprecht, kgl. dansk kammersanger.
- Lili Lani, dansk skuespiller.
- Lily Weiding, dansk skuespiller.
- Lillie Langtry, engelsk skuespiller.
- Lillian Tillegreen, dansk skuespiller.

### Efternavn
- Evangeline Lilly, canadisk skuespiller.
- Eli Lilly, grundlægger af kosmetikfirmaet af samme navn.
- J.C. Lillie, dansk arkitekt.

## Navnet anvendt i fiktion
- "Lili Marleen" er en tysk sang, der var meget populær under anden verdenskrig.
- Lili Marleen er en film fra 1980 af Rainer Werner Fassbinder.
- Lily Potter er en figur fra Harry Potter-serien.